# Pierre Nkurunziza
Pierre Nkurunziza (Bujumbura, 18. prosinca 1964. – Karuzi, 8. lipnja 2020.) bio je burundijski političar i predsjednik Burundija od kolovoza 2005. godine do svoje smrti.
Bio je pripadnik etničke skupine Hutu. Karijeru je započeo kao nastavnik tjelesnog odgoja. Prije izbijanja burundijskog građanskog rata postaje pripadnik umjerene pobunjeničke organizacije Nacionalno vijeće za obranu demokracije - Sile za obranu demokracije (CNDD - FDD). Nakon što je postao predsjednik CNDD-a i FDD-a, zalagao se za političko rješenje sukoba. Izabran je za predsjednika Burundija 2005. godine. Dužnost je obnašao tri mandata, a ne dva koja su dopuštena u ustavu, izazvavši značajne javne nemire u 2015. godini. Najavio je da se neće kandidirati za četvrti mandat. 
Nkurunziza je umro na dužnosti 8. lipnja 2020. godine, neposredno nakon predsjedničkih izbora. Naslijedio ga je Évariste Ndayishimiye.